# Mammet Orazmuhammedow
Mammet Orazmuhammedow (in russo Мамед Аллабердыевич Оразмухамедов?; Unione Sovietica, 20 dicembre 1986) è un calciatore turkmeno, portiere dell'Altyn Asyr e della nazionale turkmena.

## Carriera

### Club
Ha giocato nella prima divisione turkmena.
Nel corso degli anni ha giocato complessivamente 30 partite in Coppa dell'AFC.

### Nazionale
Ha partecipato alla Coppa d'Asia 2019, in cui ha giocato da titolare tutte e tre le partite della fase a gironi (le uniche disputate dal Turkmenistan nel torneo), vestendo anche la fascia da capitano nella terza partita dei gironi, persa con il punteggio di 3-1 contro l'Oman.

## Statistiche

### Cronologia presenze in nazionale
| Cronologia completa delle presenze e delle reti in nazionale ― Turkmenistan | Cronologia completa delle presenze e delle reti in nazionale ― Turkmenistan | Cronologia completa delle presenze e delle reti in nazionale ― Turkmenistan | Cronologia completa delle presenze e delle reti in nazionale ― Turkmenistan | Cronologia completa delle presenze e delle reti in nazionale ― Turkmenistan | Cronologia completa delle presenze e delle reti in nazionale ― Turkmenistan | Cronologia completa delle presenze e delle reti in nazionale ― Turkmenistan | Cronologia completa delle presenze e delle reti in nazionale ― Turkmenistan |
| Data                                                                        | Città                                                                       | In casa                                                                     | Risultato                                                                   | Ospiti                                                                      | Competizione                                                                | Reti                                                                        | Note                                                                        |
| --------------------------------------------------------------------------- | --------------------------------------------------------------------------- | --------------------------------------------------------------------------- | --------------------------------------------------------------------------- | --------------------------------------------------------------------------- | --------------------------------------------------------------------------- | --------------------------------------------------------------------------- | --------------------------------------------------------------------------- |
| 25-3-2011                                                                   | Kuala Lumpur                                                                | Turkmenistan                                                                | 1 – 1                                                                       | India                                                                       | AFC Challenge Cup                                                           | -1                                                                          |                                                                             |
| 8-10-2015                                                                   | Aşgabat                                                                     | Turkmenistan                                                                | 2 – 1                                                                       | India                                                                       | Qual. Mondiali 2018                                                         | -1                                                                          | 90’                                                                         |
| 13-10-2015                                                                  | Aşgabat                                                                     | Turkmenistan                                                                | 1 – 0                                                                       | Guam                                                                        | Qual. Mondiali 2018                                                         | -                                                                           |                                                                             |
| 12-11-2015                                                                  | Teheran                                                                     | Iran                                                                        | 3 – 1                                                                       | Turkmenistan                                                                | Qual. Mondiali 2018                                                         | -3                                                                          |                                                                             |
| 17-11-2015                                                                  | Aşgabat                                                                     | Turkmenistan                                                                | 2 – 1                                                                       | Oman                                                                        | Qual. Mondiali 2018                                                         | -1                                                                          |                                                                             |
| 29-3-2016                                                                   | Kerala                                                                      | India                                                                       | 1 – 2                                                                       | Turkmenistan                                                                | Qual. Mondiali 2018                                                         | -1                                                                          |                                                                             |
| 26-3-2017                                                                   | Taipei                                                                      | Taipei cinese                                                               | 1 – 3                                                                       | Turkmenistan                                                                | Qual. Coppa d'Asia 2019                                                     | -1                                                                          |                                                                             |
| 13-6-2017                                                                   | Daşoguz                                                                     | Turkmenistan                                                                | 1 – 2                                                                       | Bahrein                                                                     | Qual. Coppa d'Asia 2019                                                     | -2                                                                          |                                                                             |
| 23-8-2017                                                                   | Doha                                                                        | Qatar                                                                       | 2 – 1                                                                       | Turkmenistan                                                                | Amichevole                                                                  | -2                                                                          |                                                                             |
| 5-9-2017                                                                    | Singapore                                                                   | Singapore                                                                   | 1 – 1                                                                       | Turkmenistan                                                                | Qual. Coppa d'Asia 2019                                                     | -1                                                                          |                                                                             |
| 10-10-2017                                                                  | Aşgabat                                                                     | Turkmenistan                                                                | 2 – 1                                                                       | Singapore                                                                   | Qual. Coppa d'Asia 2019                                                     | -1                                                                          |                                                                             |
| 14-11-2017                                                                  | Balkanabat                                                                  | Turkmenistan                                                                | 2 – 1                                                                       | Taipei cinese                                                               | Qual. Coppa d'Asia 2019                                                     | -1                                                                          | 83’                                                                         |
| 27-3-2018                                                                   | Riffa                                                                       | Bahrein                                                                     | 4 – 0                                                                       | Turkmenistan                                                                | Qual. Coppa d'Asia 2019                                                     | -4                                                                          |                                                                             |
| 09-01-2019                                                                  | Abu Dhabi                                                                   | Giappone                                                                    | 3 – 2                                                                       | Turkmenistan                                                                | Coppa d'Asia 2019 - 1º turno                                                | -3                                                                          |                                                                             |
| 13-1-2019                                                                   | Dubai                                                                       | Turkmenistan                                                                | 0 – 4                                                                       | Uzbekistan                                                                  | Coppa d'Asia 2019 - 1º turno                                                | -4                                                                          |                                                                             |
| 17-1-2019                                                                   | Abu Dhabi                                                                   | Oman                                                                        | 3 – 1                                                                       | Turkmenistan                                                                | Coppa d'Asia 2019 - 1º turno                                                | -3                                                                          | cap. 55’                                                                    |
| Totale                                                                      |                                                                             | Presenze                                                                    | 16                                                                          |                                                                             | Reti                                                                        | -29                                                                         |                                                                             |